# Volkartstraße 32 (München)

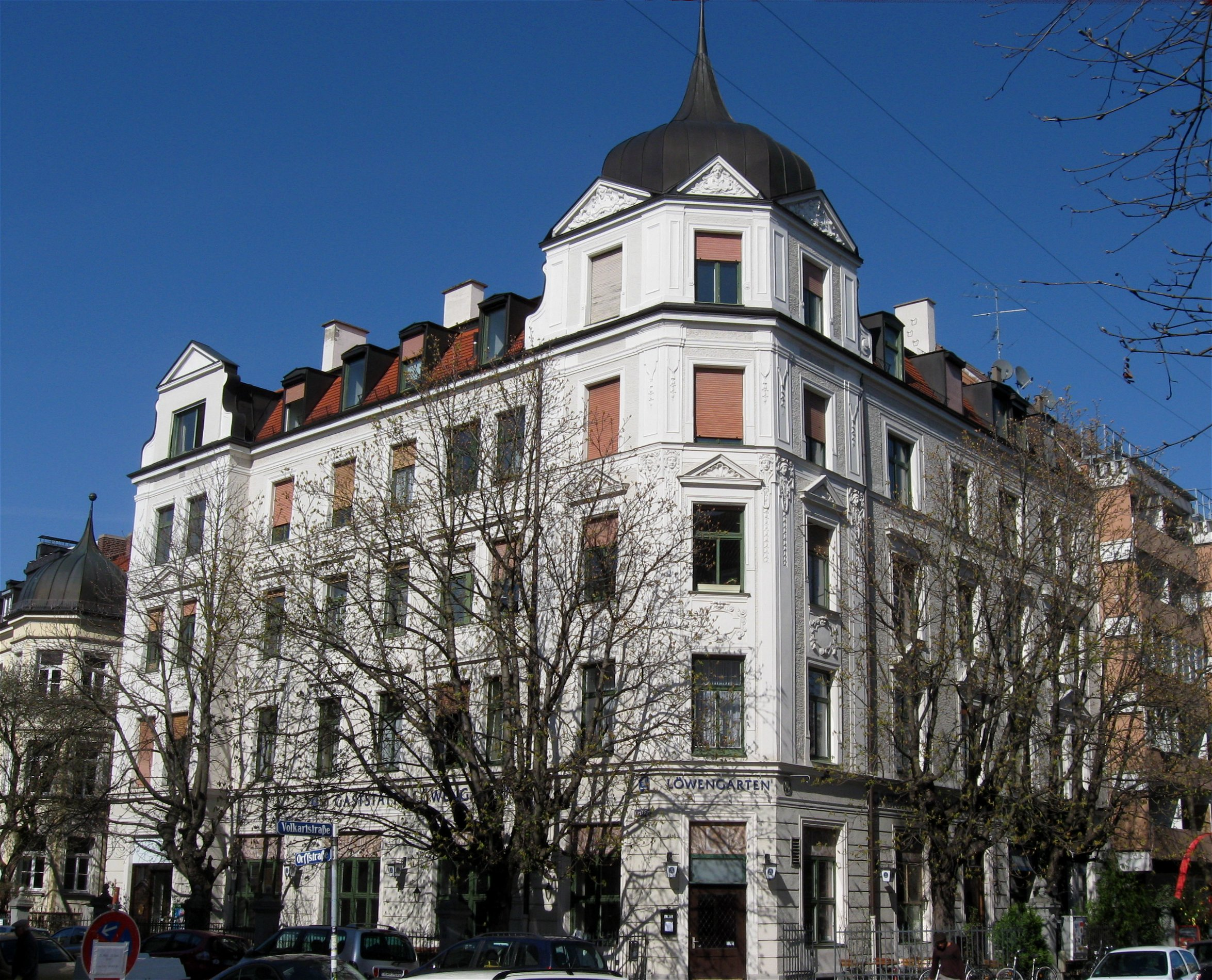
Haus Volkartstraße 32 in München-Neuhausen

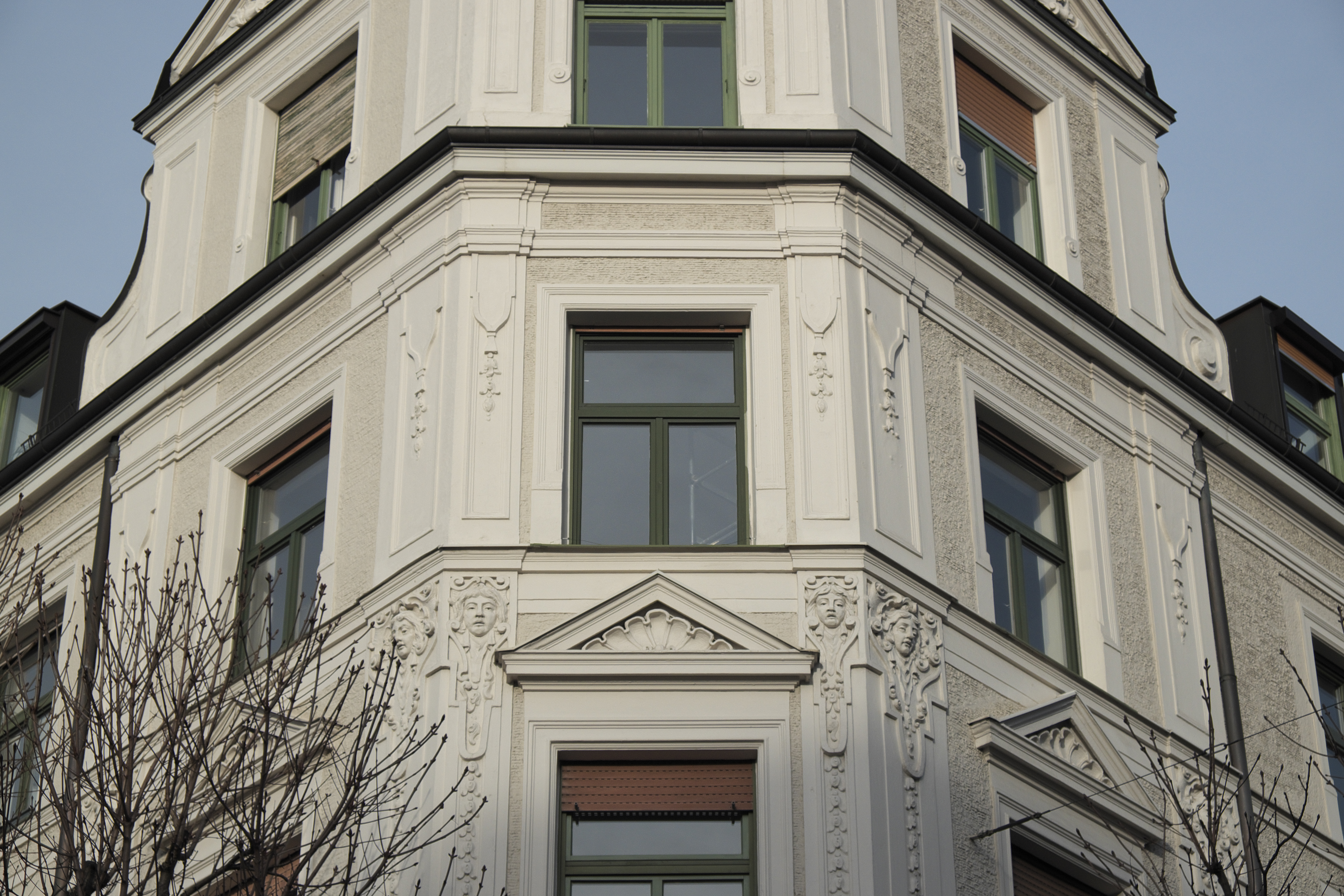
Fassadenschmuck

Das Haus Volkartstraße 32 ist ein denkmalgeschütztes Mietshaus im Münchner Stadtteil Neuhausen.
Der Eckbau im Übergang von der Neurenaissance zum Jugendstil wurde um 1900 errichtet. Das Haus mit Eckkuppel und Erker ist reich gegliedert und stuckiert.